# Ostpreußenlied
Ostpreußenlied, även känd som Lied auf Ostpreußen eller Land der dunklen Wälder var Ostpreussens landskapssång (Landeshymne) mellan 1930 och 1945. Sången är en hyllning från början av 1930-talet; komponerad av Herbert Brust och skriven av Erich Hannighofer. Sången kallades ursprungligen Ostpreußenland och var till en början inte formellt erkänd som Ostpreussens landskapssång. Sången mottogs dock med stor entusiasm och den kom snart att kallas Ostpreußenlied ("Ostpreussens sång"), då den ersatte den äldre landskapssången från 1884, Mein Heimatland eller Sie sagen all, du bist nicht schön av Johanna Ambrosius.
I och med fördrivningen av tyskar efter andra världskriget från Östeuropa och därmed även Ostpreussen delades landskapet mellan Ryssland (Kaliningrad), Litauen och Polen. Tyskarna fick lämna sina hem och bege sig till den allierade ockupationszonen, något som orsakade djupa trauman för befolkningen. Detta återspeglas i den femte strofen som tillkom 1945, men som inte ingår i den allmänt vedertagna versionen av sången.
Ostpreußenlied är sedan 1945 inte längre landskapssång då området annekterats av andra stater och Ostpreussen som tyskt territorium upphört existera. Sången har dock fortfarande en stor betydelse för dem som fördrivits från sina hem, liksom för deras ättlingar. För intresseorganisationer som Landsmannschaft Ostpreußen är sången en viktig del i att bevara minnet av det som för dem gått förlorat.

## Titel
Sången kallades ursprungligen Ostpreußenland, då Herbert Brust, som föddes i landskapets huvudstad Königsberg, skapade sången som en kärleksfull hyllning till sitt hemland. Sången mottogs dock med stor entusiasm och den kom snart att kallas Ostpreußenlied ("Ostpreussens sång") eller Lied auf Ostpreußen med samma innebörd, och ersatte 1930 den äldre landskapssången från 1884, Mein Heimatland eller Sie sagen all, du bist nicht schön av Johanna Ambrosius.
Den alternativa titeln Land der dunklen Wälder (De "mörka skogarnas land" eller "dunkla skogars land") är en referens till den första versens inledning. Frasen framhäver den skogstäta och mystiska miljön som många förknippar med Ostpreussen. Titeln blev synonym med det ostpreussiska landskapet och har under de senaste årtiondena använts otaliga gånger som titel för tyska böcker, dokumentärfilmer med mera för att anknyta till Ostpreussen.

### Titel på olika språk
| Tyska titlar            | Prusiska titlar                           | Polska titlar         | Svensk översättning   |
| Ostpreußenlied          | Prūsas Grīma / Prūsas Grēma               | Pieśń Prus Wschodnich | Ostpreussens sång     |
| Land der dunklen Wälder | Timran meddin / Meddjan tāuta             |                       | Dunkla skogars land   |
| Lied auf Ostpreußen     | Grīma stesse Prūsan / Grēma stesse Prūsan |                       | Sång till Ostpreussen |
| Ostpreußenland          |                                           |                       | Ostpreussenland       |
| Oratorium der Heimat    |                                           | Oratorium Ojczyzny    | Hemmets oratorium     |
| ----------------------- | ----------------------------------------- | --------------------- | --------------------- |

## Tillkomst och utveckling

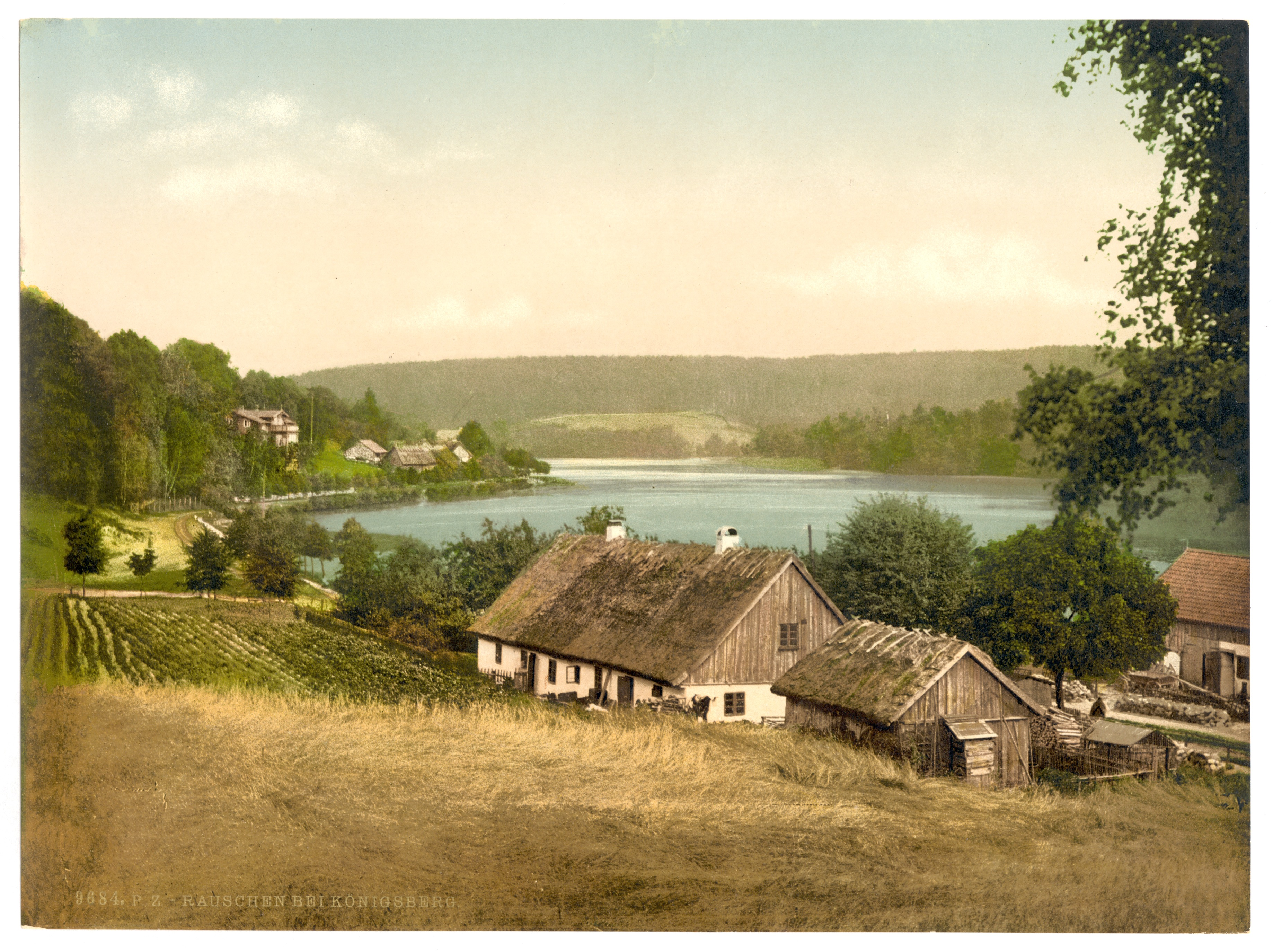
Ett klassiskt östpreussiskt landskap med täta skogar och kristallklara sjöar så som det beskrivs i Ostpreußenlied.

### Tillkomst
Ostpreußenlied kom till i början av 1930-talet som en hyllning till det dåvarande tyska landskapet Ostpreussen. Sången komponerades av Herbert Brust, en musiker och kompositör född i Ostpreussens huvudstad Königsberg. Texten skrevs av Erich Hannighofer. Brusts inspiration till verket var hans djupa förankring i och kärlek till sin hembygd, vilket återspeglas i de lyriska beskrivningarna av Ostpreussens natur och kultur.
Herbert Brust skapade endast melodin till sången som han kallade Oratorium der Heimat "Oratorium för hembygden" men ämnade till att lägga till en text till melodin och lät Erich Hannighofer skriva en text till meloidn på förslag av lokaltidningen Königsberger Hartungsche Zeitung.

### Landskapssång
Ursprungligen kallades sången Ostpreußenland och hade ingen officiell status som landskapssång. Dock blev den snabbt mycket populär och mottogs med stor entusiasm av ostpreussarna. Efter en tid kom sången att kallas Ostpreußenlied ("Ostpreussens sång") och antogs som landskapssång 1930 då den ersatte den äldre landskapssången från 1884, Mein Heimatland av Johanna Ambrosius.

### Nazistiska tiden
Sångens popularitet växte sig starkare i takt med den ökande nationalismen i Tyskland under denna period. Den blev en viktig symbol för den ostpreussiska och i förlängningen den tyska identiteten samt dess starka koppling till regionens landskap, med sina "mörka skogar och kristallklara sjöar." I början av 1933 började sången spelas i den lokala radiostationen Ostmarken Rundfunk AG, med titeln Ostpreußenlied, vilket gjorde att det framför allt var under denna titeln som sången blev känd bland den ostpreussiska befolkningen.

### Efter andra världskriget
Efter andra världskriget förändrades sångens betydelse. När Ostpreussen delades upp mellan Ryssland, Litauen och Polen, och de tyska invånarna fördrevs från sina hem, blev sången en symbol för förlust och nostalgi. En femte strof, tillagd 1945, speglar denna sorg och de trauman som fördrivningen orsakade. Denna strof blev dock inte en del av den allmänt accepterade versionen. Uppgifter om att även denna sista strof skrevs av Erich Hannighofer är motstridiga då han försvann i krigets slutskede, innan denna sista strof tillkom.
Trots att Ostpreussen upphörde att existera som ett tyskt territorium 1945, lever sången vidare. Sången har fortsatt att vara betydelsefull för de fördrivna och deras ättlingar, och den används ofta i sammanhang där man minns och hedrar det förlorade hemlandet. Organisationer som Landsmannschaft Ostpreußenen, en förening för fördrivna ostpreussare; har spelat en viktig roll i att bevara och sprida sången som en del av det kollektiva minnet av Ostpreussen, framför allt bland ättlingarna till de som fördrevs och som idag lever i Tyskland.

## Text
Texten återger ett djupt band till naturen och landskapet, med en stark känsla av tidlöshet och en längtan efter fred och trygghet i ett förlorat hemland. År 1993 översattes Ostpreußenlied till prusiska av Mikkels Klussis under namnet Prūsas Grīma, som en del av strävan för att återuppliva det prusiska språket. Idag finns det två versioner av denna översättning, med små skillnader i ortografi (och därmed även uttal).
| Tysk text | Svensk översättning | Prusisk text | Prusisk text (alternativ) | Polsk text |
| --- | --- | --- | --- | --- |
| 1. Land der dunklen Wälder und kristall'nen Seen, über deine Felder lichte Wunder geh'n. 2. Starke Bauern schreiten hinter Pferd und Pflug, über Ackerbreiten streicht der Vogelzug. 3. Und die Meere rauschen den Choral der Zeit, Elche steh’n und lauschen in die Ewigkeit. 4. Tag ist aufgegangen über Haff und Moor, Licht hat angefangen, steigt im Ost empor. 5. [Heimat wohlgeborgen zwischen Strand und Strom, blühe heut' und morgen unterm Friedensdom.] | 1. Land med mörka skogar och klara sjöar, över vida slätter ljuva under sker. 2. Starka bönder stiger bakom häst och plog, över åkermarken flyger fåglarna. 3. Haven brusar och dånar till tidernas hymn, älgar står och lyssnar in i evigheten. 4. Dagen den gryr åter över vik och myr. Ljuset bryter mörkret, städse från vårt öst. 5. [Hemmet tryggt och bevarat, mellan kust och ström. Må du evigt frodas under fridens värn] | 1. Timran meddin tāuta Eīskun azzaran Kīrša plattun laūkan Swāiksti Pāitaran. 2. Kīrša pelkins, teīnan Austrā jāu etskīt Tīt pagaūne dēinan Skīstan swāikstan, tīt. 3. Treppa spārtai būrai, Pas plūgan dei ēit, Be en dāngu dūrai Pippelka jāu skreīt. 4. Jūris tenna grīmuns Iz deiwūtiskwan, Braīdis enklausīwuns Ēn prabūtiskwan. | 1. Timran meddjan tāuta Eīskun azzaran Kīrsa plattun laūkan Swāiksti pāitaran. 2. Kīrsa pelkins, teīnan Āustra jāu etskīt Tēt pagaūnja dēinan Skīstan swāikstan, tēt. 3. Treppa spārtai būrai, Pas plūgan dei ēit, Be en dāngu dūrai Pippelka jāu skreīt. 4. Jūris tenna grēmuns Iz deiwūtiskwan, Braīdis enklausīwuns Ēn Prabūtiskwan. | 1. O kraju ciemnych lasów i przezroczystych jezior, nad szerokim polem lśnią Plejady.. 2. Silni chłopi kroczą za koniem i pługiem. A na niebie bojaźliwie ptaszek już wiruje. 3. Morze kontynuuje śpiew szczęścia. Łoś zasłuchał się w wieczność. 4. Nad bagnami, nad zatoką wschodzi świt. Tak zaczyna się dzień, czystym światłem, tak. |

Emellanåt byter den tredje och fjärde strofen plats.